# Championnat du Honduras de football 1975
Navigation
Saison précédente Saison suivante
La LINAFUT 1975 est la dixième édition de la première division hondurienne.
Lors de ce tournoi, le Real España a conservé son titre de champion du Honduras face aux neuf meilleurs clubs honduriens.
Chacun des dix clubs participant était confronté trois fois aux neuf autres équipes. Puis les quatre meilleures se sont affrontées lors d'une phase finale à la fin de la saison.
Seulement deux places étaient qualificatives pour la Coupe des champions de la CONCACAF.

## Les 10 clubs participants
| \| Tegucigalpa: CD Federal CD Motagua CD Olimpia Pumas UNAH CD Atlántida CD Vida Deportivo Broncos Tegucigalpa CD Marathon Real España Tegucigalpa CD Platense CD Marathon Real España Tegucigalpa CD Atlántida CD Vida \| Localisation des clubs engagés dans le championnat. |
| Tegucigalpa: CD Federal CD Motagua CD Olimpia Pumas UNAH CD Atlántida CD Vida Deportivo Broncos Tegucigalpa CD Marathon Real España Tegucigalpa CD Platense CD Marathon Real España Tegucigalpa CD Atlántida CD Vida                                                           |

| Club              | Stade                        | Capacité          | Ville          |
| CD Atlántida      | Stade inconnu                | Capacité inconnue | La Ceiba       |
| Deportivo Broncos | Stade Fausto Flores Lagos    | 5 000             | Choluteca      |
| CD Federal (en)   | Stade Tiburcio Carias Andino | 35 000            | Tegucigalpa    |
| CD Marathon       | Stade Yankel Rosenthal       | 15 000            | San Pedro Sula |
| CD Motagua        | Stade Tiburcio Carias Andino | 35 000            | Tegucigalpa    |
| CD Olimpia        | Stade Tiburcio Carias Andino | 35 000            | Tegucigalpa    |
| CD Platense       | Stade Excelsior              | 10 000            | Puerto Cortés  |
| Real España       | Stade Francisco Morazán      | 20 000            | San Pedro Sula |
| Pumas UNAH        | Stade Tiburcio Carias Andino | 35 000            | Tegucigalpa    |
| CD Vida           | Stade Nilmo Edwards          | 25 000            | La Ceiba       |

## Compétition
La compétition se déroule en deux phases.
Dans un premier temps, l'ensemble des équipes s'affrontent à trois reprises dans une phase régulière qui compte 27 journées.
Dans un second temps, les quatre premiers participent à la phase quadragonale où chaque club affronte deux fois les trois autres.
Enfin, si le leader de la phase régulière et le vainqueur de la phase quadragonale sont différents, les deux équipes s'affrontent lors d'une finale pour désigner le champion de la saison.

### Phase régulière
Lors de la phase régulière les dix équipes affrontent à trois reprises les neuf autres équipes selon un calendrier tiré aléatoirement.
Le classement est établi sur l'ancien barème de points (victoire à 2 points, match nul à 1, défaite à 0).
Le départage final se fait selon les critères suivants :
- Le nombre de points.
- Un match de barrage en cas de qualification en jeu.

| Rang | Équipe            | Pts | J  | G  | N  | P  | Bp | Bc | Diff |
| ---- | ----------------- | --- | -- | -- | -- | -- | -- | -- | ---- |
| 1    | CD Olimpia        | 40  | 27 | 14 | 12 | 1  | 35 | 9  | +26  |
| 2    | CD Motagua        | 32  | 27 | 9  | 14 | 4  | 27 | 18 | +9   |
| 3    | Real España (T)   | 31  | 27 | 9  | 13 | 5  | 23 | 14 | +9   |
| 4    | Pumas UNAH        | 30  | 27 | 9  | 12 | 6  | 24 | 17 | +7   |
| 5    | CD Platense       | 29  | 27 | 9  | 11 | 7  | 28 | 18 | +10  |
| 6    | Deportivo Broncos | 29  | 27 | 10 | 9  | 8  | 27 | 24 | +3   |
| 7    | CD Vida           | 24  | 27 | 6  | 12 | 9  | 22 | 32 | -10  |
| 8    | CD Marathon       | 23  | 27 | 5  | 13 | 9  | 23 | 26 | -3   |
| 9    | CD Federal (en)   | 21  | 27 | 3  | 15 | 9  | 21 | 36 | -15  |
| 10   | CD Atlántida (P)  | 11  | 27 | 3  | 5  | 19 | 12 | 48 | -36  |

| Légende : Qualifications et relégations | Légende : Qualifications et relégations             |
| --------------------------------------- | --------------------------------------------------- |
|                                         | Qualifié pour la phase quadragonale                 |
|                                         | Relégué en Liga Nacional de Ascenso                 |
|                                         | (T) : Tenant du titre (P) : Promu de la saison 1974 |

### La Phase Quadragonale
Le classement est établi sur l'ancien barème de points (victoire à 2 points, match nul à 1, défaite à 0).
Le départage final se fait selon les critères suivants :
- Le nombre de points.
- Un match de barrage en cas de qualification en jeu.

| Rang | Équipe          | Pts | J | G | N | P | Bp | Bc | Diff |
| ---- | --------------- | --- | - | - | - | - | -- | -- | ---- |
| 1    | Real España (T) | 7   | 6 | 3 | 1 | 2 | 6  | 4  | +2   |
| 2    | CD Motagua      | 7   | 6 | 2 | 3 | 1 | 5  | 4  | +1   |
| 3    | Pumas UNAH      | 6   | 6 | 2 | 2 | 2 | 5  | 8  | -3   |
| 4    | CD Olimpia      | 4   | 6 | 1 | 2 | 3 | 6  | 6  | 0    |

| Légende : Qualifications et relégations | Légende : Qualifications et relégations                             |
| --------------------------------------- | ------------------------------------------------------------------- |
|                                         | Coupe des champions de la CONCACAF 1976 (1er Tour de qualification) |
|                                         | (T) : Tenant du titre                                               |

### Finale
| Match aller     | CD Olimpia      | 1:1 | Real España       | Stade Tiburcio Carias Andino |                         |
| 7 décembre 1975 | Rigoberto Gómez |     | Estanislao Ortega | Arbitrage : Julio Mejía      | Arbitrage : Julio Mejía |

| Match retour     | Real España                          | 2:0 | CD Olimpia | Stade Francisco Morazán                |                                        |
| 14 décembre 1975 | Alberto Ferreira · Gilberto Yearwood |     |            | Arbitrage : Carlos Roberto Ortiz Pérez | Arbitrage : Carlos Roberto Ortiz Pérez |

## Bilan du tournoi
| Tableau d'Honneur                   |             |
| Compétition                         | Vainqueur   |
| Liga Nacional de Fútbol de Honduras | Real España |

| Qualifications continentales 1976-1977 |                        |
| Coupe des champions de la CONCACAF     | Qualifiés              |
| 1er tour de qualification              | Real España CD Olimpia |

| Promotions et relégations           |                 |
| Relégué en Liga Nacional de Ascenso | CD Atlántida    |
| Promu de Liga Nacional de Ascenso   | Campamento (en) |